# Paradise City
Paradise City ist ein Hard-Rock-Song und die vierte Single der US-amerikanischen Rockband Guns N’ Roses. Sie wurde am 30. November 1988 von Geffen Records veröffentlicht. Das Lied ist eine Auskopplung aus dem 1987 erschienenen Debütalbum Appetite for Destruction, das zu den bisher bestverkauften Alben zählt. Auf der B-Seite befand sich das Stück Used to Love Her, das wenig später auf dem Album G N’ R Lies enthalten war. Die 1989 veröffentlichte Maxi-CD enthielt neben diesen beiden Stücken noch Anything Goes und Sweet Child o’ Mine vom Debütalbum.

## Entstehung
Das Lied entstand als Gemeinschaftsprojekt aller Bandmitglieder. Sie schrieben es in ihrem Van auf der Rückfahrt von einem Konzert in San Francisco nach Los Angeles. Slash beschreibt in seiner Autobiografie die Entstehung so:
Wir fuhren in unserem gemieteten Van, tranken und spielten auf unseren akustischen Gitarren, wobei sich etwas entwickelte, was später das gepickte Intro zu Paradise City wurde. Duff und Izzy stiegen gleich mit ein, als ich noch mit der Akkordfolge beschäftigt war. Dann fiel auch Axl mit ein. "Take me down to the Paradise City..." Ich spielte weiter, wobei ich ein paar improvisierte Zeilen einwarf. "Where the grass is green and the girls are pretty", sang ich. Es hörte sich meiner Ansicht nach ziemlich banal an. "Take me down to the Paradise city", sang Axl noch einmal. "Where the girls are fat and they've got big titties!" (Wo die Frauen dick sind und große Titten haben) rief ich. "Take ... me ... home" sang Axl. Es wurde entschieden, dass die Zeile mit dem grünen Gras besser passte. Zwar gefiel mir mein alternativer Vorschlag besser, aber ich wurde überstimmt. Ich arbeitete die Grundstruktur noch etwas aus, während die anderen um mich herum Zeilen improvisierten, als säßen wir in einem Bus ins Rock 'N' Roll Sommercamp - und ich denke, als schließlich die Skyline von L.A. auftauchte, glaubten wir sogar, dass dem so sei. Nachdem wir den Refrain zusammen hatten, knallte ich die großen, schweren Riffs rein, die die Basis des Songs bilden. Und das war der Augenblick, in dem Paradise City für mich zum liebsten von allen Guns N' Roses Songs wurde.
Bei Live-Auftritten ist Paradise City das einzige Stück von Guns N’ Roses, bei dem auch Slash im Refrain die Background-Vocals übernimmt. Hier sieht man des Öfteren, wie er anstatt der offiziellen Version lieber seinen oben gezeigten alternativen Vorschlag singt.

## Geschichte
Nachdem sich das Album Appetite for Destruction nach der Veröffentlichung 1987 anfangs schleppend verkaufte, gelang der Band mit der Single Welcome to the Jungle der Durchbruch. Das Album schoss auf Platz eins der Charts und die Single schaffte es auch in die Top Ten. Auch die nächste Single mit Musikvideo, Sweet Child o' Mine wurde zum Erfolg. So wurde 1988 auch Paradise City als Single veröffentlicht. Das Lied gehört seitdem zum festen Bestandteil der Live-Auftritte der Band.
Das 2008 erschienene Computerspiel Burnout Paradise spielt in einer fiktiven Stadt namens Paradise City. Das Lied wird unter anderem im Startmenü gespielt und ist auch auf dem Soundtrack enthalten.

## Musikvideo
Das Video beginnt mit Sequenzen vom Soundcheck im Giants-Stadion in New Jersey, bei denen alle Musiker (außer Axl Rose) kleinere Takte spielen oder gelangweilt durch die Gegend schauen. Später, als der Gesang losgeht, schwanken die Szenen aus Soundcheck und Livekonzert.
Später vermischen sich die Szenen noch mit Live-Sequenzen vom Monsters-of-Rock-Festival in Castle Donnington, bei dem das Publikum völlig ausflippte und zwei Leute totgetrampelt wurden. Außerdem sind noch Szenen von Stadtbummel und Backstage dabei.

## Verwendung
Paradise City ertönt unter anderem bei siegreichen Heimspielen des VfB Stuttgart nach Abpfiff.

## Kommerzieller Erfolg

### Chartplatzierungen
| ChartsChartplatzierungen       | Höchstplatzierung | Wochen |
| ------------------------------ | ----------------- | ------ |
| Schweiz (IFPI)                 | 7 (14 Wo.)        | 14     |
| Vereinigte Staaten (Billboard) | 5 (17 Wo.)        | 17     |
| Vereinigtes Königreich (OCC)   | 6 (12 Wo.)        | 12     |

| ChartsJahrescharts (1989)      | Platzierung |
| ------------------------------ | ----------- |
| Vereinigte Staaten (Billboard) | 86          |

### Auszeichnungen für Musikverkäufe
| Land/Region                  | Auszeichnungen für Musikverkäufe (Land/Region, Auszeichnung, Verkäufe) | Verkäufe  |
| ---------------------------- | ---------------------------------------------------------------------- | --------- |
| Brasilien (PMB)              | Platin                                                                 | 60.000    |
| Dänemark (IFPI)              | Platin                                                                 | 90.000    |
| Deutschland (BVMI)           | Gold                                                                   | 250.000   |
| Italien (FIMI)               | Platin                                                                 | 30.000    |
| Neuseeland (RMNZ)            | 4× Platin                                                              | 120.000   |
| Spanien (Promusicae)         | Platin                                                                 | 60.000    |
| Vereinigtes Königreich (BPI) | 2× Platin                                                              | 1.200.000 |
| Insgesamt                    | 1× Gold · 10× Platin ·                                                 | 1.810.000 |

Hauptartikel: Guns N’ Roses/Auszeichnungen für Musikverkäufe